# Авундий (пономарь)
Авундий (умер в 564 году) — пономарь собора св. Петра в Риме, исповедник. День памяти — 14 апреля.
Житие святого Авундия, служившего ризничим в соборе святого Петра в Риме записано св. Григорием Великим, папой Римским. В нём отмечены великие духовные дары св. Авундия. Известно, что по молитвам святого случилось исцеление от подагры.